# 脛甲

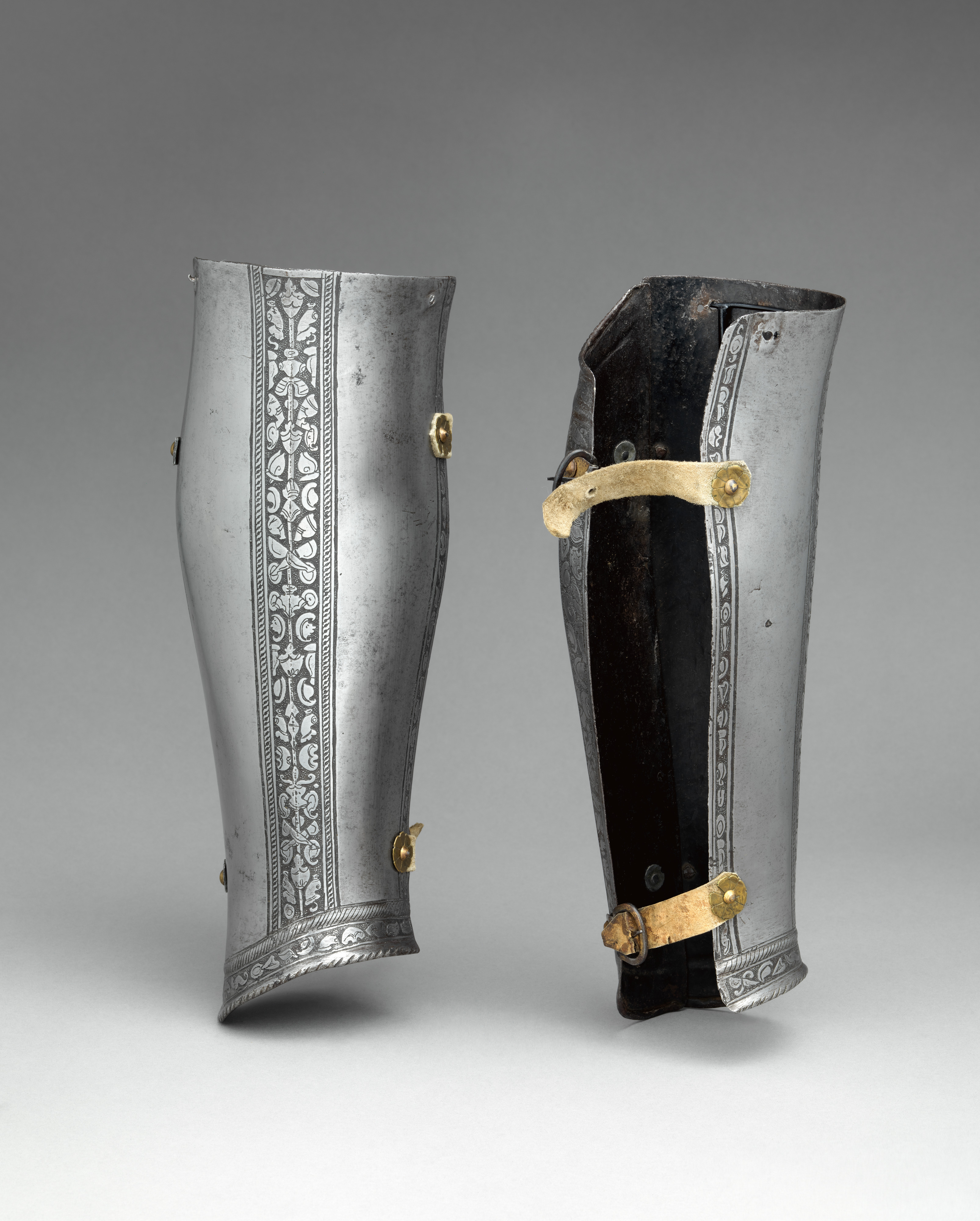
15世紀意大利的脛甲

脛甲（greave）是盔甲的組成部分之一，主要用於保護脛骨。脛甲在古希臘時期就已經開始使用，當時的重步兵使用青銅製的脛甲保護腿部。中世紀後期開始，更開始有了保護小腿後側的脛甲。在古代東方同樣也有脛甲。日語中脛甲稱為脛當，起源於平安時代。